# 序曲
序曲（法語：ouverture）指歌剧、舞剧等开幕前演奏的短曲，亦称“开场音乐”，由管弦乐團演奏。其使命在于综合地叙述全剧发展的重要关键场面，奏出剧中代表主角发旋律，音樂內容預示了戲劇作品的故事情節（雷奧諾拉為歌劇費德里奧中序曲之一）。
17、18世紀的歌剧序曲分為“法國序曲”及“義大利序曲”兩類。前者為複調音樂風格，由慢板、快板、慢板三个段落组成，中段為賦格形式，末段較短；後者為主調風格，由快板、慢板、快板三個段落組成，後來的交響曲即由此演變而成。歌劇序曲自格魯克以後常有暗示劇情的作用。
19世紀以來，作曲家常用這種題材寫成獨立器樂曲，後世稱「音樂會序曲」。新《格羅夫音樂辭典》定義，音樂會序曲是「序曲中發展出來的一種特殊樂種，其規模類似歌劇或戲劇序曲，為單樂章的管絃樂作品，並常常附帶著標題，暗示著文學或其他描述性的內容。」這類作品自貝多芬的序曲形式，如艾格蒙特序曲、科里奧蘭序曲及萊奧諾拉第三號序曲轉變而來，大多具戲劇性，生動有趣，甚至發人深省。值得指出的是，即使作品的文字標題可能帶有劇情（例如：孟德爾頌的《仲夏夜之夢》），所謂的音樂會序曲更多是寫情，而非寫景。音樂會序曲的結構大多为奏鳴曲式。

## 著名作品
- 罗西尼《威廉·泰尔》序曲
- 柴科夫斯基《1812序曲》
- 贝多芬《费德里奥》序曲
- 德沃夏克《胡斯序曲》
- 比才《卡门》序曲
- 门德尔松《仲夏夜之梦》序曲
- 苏佩《轻骑兵》序曲